# Ezequiel Zamora
Ezequiel Zamora (pronúncia espanhola: [eθeˈkjel θaˈmoɾa]; Cúa, 1º de fevereiro de 1817 - San Carlos, 10 de janeiro de 1860) foi um soldado venezuelano e líder dos federalistas na Guerra Federal (Guerra Federal, 1859-1863). Sua vida foi marcada pelo romantismo que caracterizou os liberais da época.
Dedicando-se inicialmente a uma mercearia, Zamora participou da insurreição camponesa de 1846 contra o governo conservador. Durante a Revolução de Março, ele é forçado ao exílio. Em Curaçao, ele se encontrou com exilados federalistas e, após o início da Guerra Federal em 1859, desembarcou em La Vela de Coro. Zamora derrota o governo conservador na Batalha de Santa Inés, um confronto crucial durante a guerra. Ele morreu em 1860, quando foi baleado na cabeça durante as ações preliminares para a tomada da Plaza de San Carlos.

## Vida pregressa

### Família
Zamora nasceu em Cúa, Estado de Miranda, em 1º de fevereiro de 1817, no então Vice-Reino de Nova Granada. Zamora era descendente de imigrantes espanhóis das Ilhas Canárias. Seus pais eram José Alejandro Zamora Pereira e Paula Correa Rodríguez, modestos latifundiários pertencentes à classe social branca, "brancos da costa". Seus irmãos eram Antonio, Carlota, Genoveva, Raquel e Gabriel. Sei pai, José Alejandro, lutou e morreu na Guerra da Independência contra a Espanha.
O bisavô de Zamora era Francisco León Zamora, um canário que se dedicava à venda de gado nas planícies. Seu avô, Juan Zamora de León, também das Ilhas Canárias, estabeleceu-se na Villa de Cura em 1761 com Margarita Pereira, de cuja união nasceu o pai de Zamora.

### Formação
Durante os primeiros anos de sua infância, ele recebeu uma educação básica, típica de uma área rural ainda perturbada pela luta pela independência da Espanha. Mais tarde, Zamora mudou-se para Caracas, onde continuou seus estudos primários, a única educação formal que recebeu. No entanto, graças à influência de seu cunhado, John Caspers, recebeu formação política informal, influenciada pelos movimentos revolucionários na Europa. Zamora completou sua formação graças ao relacionamento amigável com o advogado José Manuel García. Zamora aprendeu filosofia moderna e os fundamentos do direito romano, e logo defendeu os "princípios de igualdade" e a necessidade de sua implementação na Venezuela.

### Casamento
O General Ezequiel Zamora casou com Estefanía Falcón Zabarce (Vda de Benito Díaz) na Paróquia de San Bartolomé de Macuto, em La Guaira, em 4 de julho de 1856. Estefanía era filha de José Falcón e Josefa Zabalta. Presenciaram o casamento Juan Falcón e Luisa Oriach de Monagas, a esposa do Presidente da República José Tadeo Monagas, conforme certidão de casamento registrada no Anuário de 1856, Fólio 23.

## Trajetória militar
Ezequiel Zamora se levantou com os camponeses em armas nos vales de Aragua, em 7 de setembro, na insurreição camponesa de 1846, que se espalhou por todo o país. Zamora é creditado com o grito "Terra e homens livres!" na revolta de Guambra. As pessoas que começaram a chamá-lo de "General do Povo Soberano" usavam slogans essenciais como "terra e homens livres", "respeito ao camponês" e "desaparecimento dos godos". Depois das ações vitoriosas do Bagre, Zamora e seus Leões foram derrotados e capturados na Batalha da Laguna de Piedra em 26 de março de 1847. Ele foi apresentado ao juiz de primeira instância em Villa de Cura. Em 27 de julho, o tribunal o condenou à morte, mas escapou da prisão de Ottawa a caminho da prisão de Maracaibo e encontrou trabalho como trabalhador em uma fazenda. No ano seguinte, foi perdoado.
Em 1848, Zamora foi libertado pela anistia do presidente eleito José Tadeo Monagas, que rompeu com o paecismo e o incorporou às suas fileiras com o posto de primeiro comandante das milícias para enfrentar a revolta de José Antonio Páez e Carlos Soublette, nas planícies centrais, em resposta ao assalto ao Congresso naquele ano. Em 1849, os caudilhos regionais apoiaram Monagas e derrotaram Páez na Batalha dos Araguatos, que foi levado acorrentado para Caracas, encerrando a guerra civil de 1848-1849. Em 1851, o presidente José Gregorio Monagas nomeou Zamora Comandante das Armas da província de Coro.

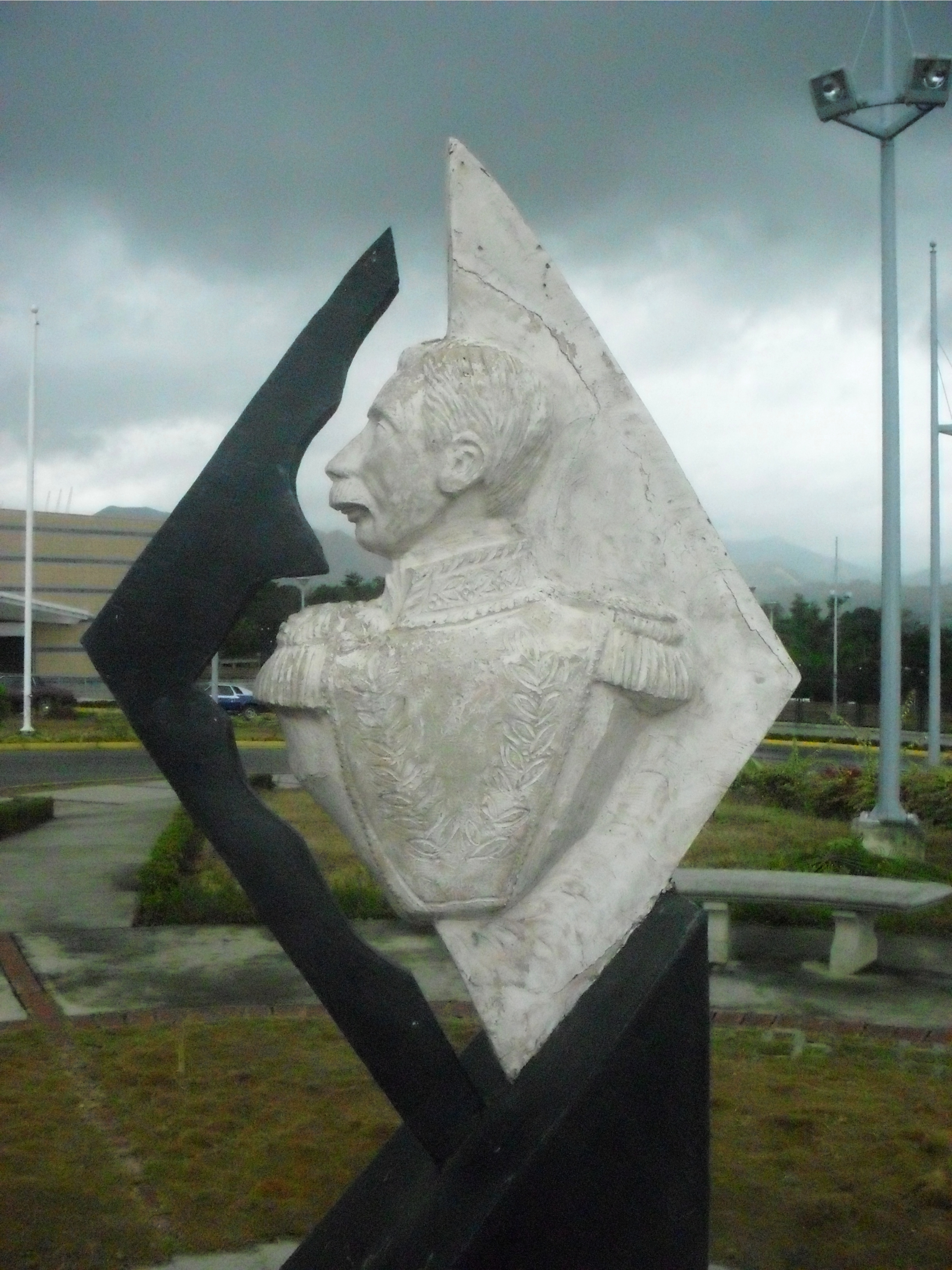
Estátua de Ezequiel Zamora na Estação Ferroviária de Cúa.

Em 1849, como membro do Partido Liberal, concorreu nas eleições como candidato a "eleitor" do cantão de Villa de Cura, mas sua nomeação foi contestada pelos conservadores, geralmente usando métodos fraudulentos, os quais ele e todos os seus amigos e simpatizantes viam como compulsivo e ilegal. Este foi um reflexo da situação tensa entre liberais e conservadores em nível nacional, no qual o desenlace sangrento teve a intenção de impedir um encontro entre José Antonio Páez e Antonio Leocadio Guzman, pai de Antonio Guzmán Blanco. A reunião dos dois líderes foi frustrada por revoltas espontâneas de camponeses na região central. Zamora imediatamente clamou por "fazer a guerra com os godos" para beneficiar os pobres, enquanto Paez foi nomeado Chefe do Exército.
Em 1851, foi promovido a coronel. Mas a derrota dos latifundiários foi temporária e Zamora foi exilado no Caribe. Em outubro de 1858, o Encontro Patriótico foi formado e eles começaram uma rebelião contra o General Juan Crisóstomo Falcón, cunhado de Zamora.
Em 1853, Zamora era proprietário de escravos em Ciudad Bolívar. Em 24 de novembro, oito meses após o decreto de 24 de março abolindo a escravidão, ele pediu à Junta Abolicionista de Ciudad Bolívar que lhe pagasse os valores que lhe correspondiam como dono dos escravos.
Em 1858, Julián Castro, que ocupava o cargo de comandante-em-chefe do exército, levantou-se contra o governo de Monagas e o derrubou na Revolução de Março. Zamora e muitos líderes do partido liberal, juntamente com os Monagas, são expulsos do país. Julián Castro cede o poder ao partido conservador liderado por José Antonio Páez, que retorna ao país.

### Guerra Federal

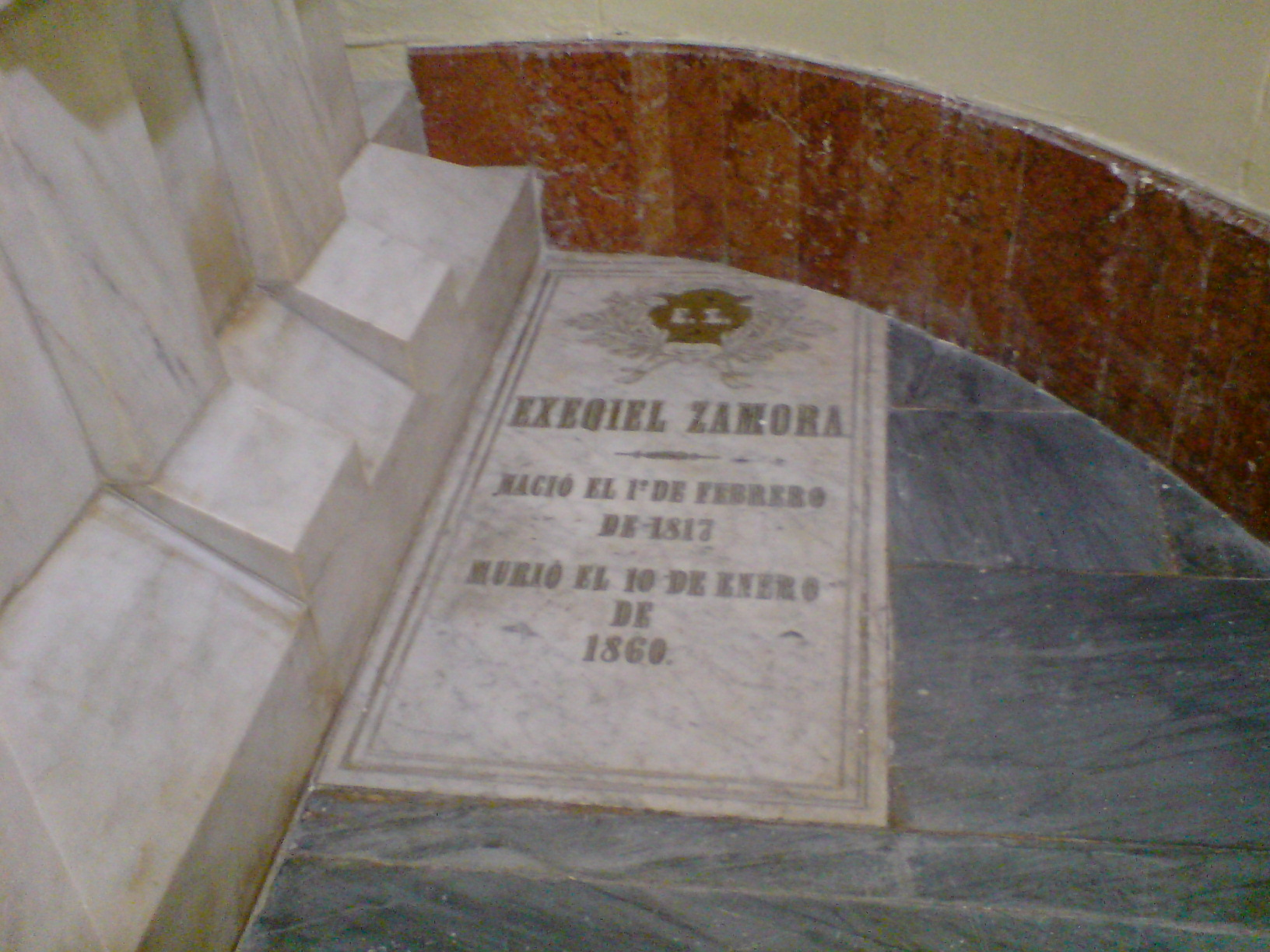
Lápide de Ezequiel Zamora em um lado do Monumento da Federação no Panteão Nacional da Venezuela.

Em 23 de fevereiro de 1859, como parte da Guerra Federal, desembarcou de Curaçao para La Vela de Coro. Ele foi nomeado Operador Chefe do Oeste, e fez de Coro um estado federal (25 de fevereiro de 1859) e organizou um governo provisório na Venezuela (26 de fevereiro de 1859). 
Em 23 de março, ele triunfou na reunião de El Palito, da qual planejava avançar para as planícies ocidentais. Ele tomou San Felipe em 28 de março e reorganizou a província como uma entidade federal com o nome de Yaracuy. Em 10 de dezembro de 1859, ocorreu a Batalha de Santa Inês, na qual Zamora derrotou o exército centralista; esta ação foi considerada central para o processo da Guerra Federal e um testemunho das qualidades excepcionais de Zamora como líder de tropas. Depois de Santa Inês, Zamora deslocou-se para o centro do país com 3.000 infantaria e 300 cavalaria, passando por Barinas e Portuguesa, mas antes de se aproximar de Caracas, decidiu atacar a cidade de San Carlos, cuja praça principal era defendida pelo Major Benito Figueredo, com 700 homens. 
Durante as ações preliminares para tomar a praça em 10 de janeiro de 1860, Zamora foi baleado na cabeça, o que causou sua morte. A origem do tiro permanece um mistério: Alguns dizem que a bala veio de seu próprio lado, obedecendo às ordens de Falcón e Guzmán Blanco. Sua morte inesperada mudou a direção positiva da guerra para os federalistas e resultou em uma derrota. Para muitos, ele foi considerado o líder popular mais importante da Venezuela do século XIX, e seus restos mortais repousam no Panteão Nacional emCaracas.

## Legado
Em 2001, um novo programa de reforma agrária, sob a presidência de Hugo Chávez, a Missão Zamora, recebeu o nome de Ezequiel Zamora.